# Michel Lussier
Pour les articles homonymes, voir Lussier.
Michel Lussier, dit Mike Lussier, (né le 22 juin 1949 à Bedford, province de Québec) est un joueur international et entraineur professionnel franco-canadien de hockey sur glace. Il est le père d'Anthoine Lussier et le frère de Jean Lussier.

## Biographie
Il fut champion de France comme joueur en 1980 avec l’ASG Tours et en 1984  avec le CS Megève.
En 1978, il remplace son frère Jean Lussier, blessé, au HC Fribourg, en Ligue nationale B.
Il fut international avec l'Équipe de France de hockey sur glace entre 1981 et 1985, en étant le capitaine de 1983 à 1984.
Entre 1994 et 2000, il est l’entraîneur du CP Fleurier, en 1re ligue et 2e ligue. Il quitte le club fleurisan qui ne veut plus d’entraîneur professionnel et devient l’assistant de Dan Hober et responsable des juniors au HC La Chaux-de-Fonds. Il remplace l’entraîneur suédois à la tête de la première équipe en février 2001. Il quitte le club chaux-de-fonnier au terme de la saison 2002-2003 et rejoint le HC Martigny en première ligue. Usé par 36 ans de hockey sur glace en Europe, il met un terme à sa carrière au terme de la saison 2003-2004 et retourne au Canada avec sa famille.

## Trophées

### Joueur
- 2 fois Champion de France de Nationale A (1980, 1984)
- Champion du Monde du groupe C (1985)
- Élu meilleur défenseur du Champion du Monde du groupe C (1983)

### Entraîneur
- Vainqueur de la Coupe de France (1978)